# Université technologique de Pereira
 (juin 2013).
Le contenu est difficilement compréhensible vu les erreurs de traduction, qui sont peut-être dues à l'utilisation d'un logiciel de traduction automatique.
L'université technologique de Pereira (en espagnol : Universidad Tecnológica de Pereira ou UTP) est une université colombienne, l'une des 10 meilleures universités du pays[réf. nécessaire], qui compte (selon le bulletin des indicateurs publiés en 2010) 14 940 étudiants inscrits à des programmes de premier cycle et 1 140 étudiants inscrits à des programmes d'études supérieures, qui suivent des cours le jour, le soir, ou selon des horaires spéciaux.

## Lieu
L'UTP est située dans le village "La Julita", dans le sud-est de la municipalité de Pereira (Risaralda), une ville intermédiaire colombienne, avec une population d'environ 800 000 habitants.
L'offre académique de l'université est divisée en programmes de premier cycle et des cycles supérieurs :
Premier cycle :
- Techniques
- Technologie
- Licence
- Ingénierie
- Sciences de la santé

Cycles supérieurs :
- Doctorat
- Masters
- Spécialisations

## Accréditation
L'université technologique de Pereira possède une accréditation de haute qualité en vertu de la Résolution n ° 2550 du 30 juin 2005 selon laquelle cette distinction est attribuéenà la première université de la région à être reconnue pour son excellence, ce qui en fait une des 10 meilleures universités dans le pays, l'une des 100 meilleures d'Amérique latine, et l'une des meilleures universités dans le monde.
Bureau Veritas Certification a décerné des certificats en gestion de qualité ISO9001: 2000 et en gouvernance NTC GP 1000: 2000 dans les processus administratifs qui appuient l'enseignement, la recherche et la vulgarisation.
La Direction de l'Industrie et du Tourisme de la Colombie a accordé à cette université une accréditation à l'organisme de certification de cette université, qui lui permet de délivrer un label de qualité des produits et des lots de produits.

## Programmes d'études

### Premier cycle
Faculté des beaux-arts et des lettres
- Baccalauréat des arts visuels
- Diplôme en Enseignement de l'anglais
- Diplôme en philosophie
- Diplôme en Musique

Faculté des sciences de l'environnement
- Gestion de l'environnement

- Technique professionnelle dans les processus du tourisme durable  - par des cycles propédeutique

- Technologie en gestion du tourisme durable - par des cycles propédeutique

Faculté des sciences fondamentales
- Baccalauréat en mathématiques et en physique

Faculté de sciences de l'éducation
- Licence en Langue et littérature espagnoles
- Licence en Éducation ethniques et développement communautaire
- Diplôme en pédagogie de l'enfance
- Baccalauréat en communication et éducation informatique

Faculté des sciences de la santé
- Médecine et chirurgie
- Science du sport et de loisirs
- Médecine vétérinaire
- Technologie soins préhospitaliers
- Physiothérapie et en kinésiologie

Faculté de génie: électricité, électronique, physique et informatique
- Génie électrique
- Génie physique
- Informatique et Génie des systèmes
- Génie électronique
- Ingénierie Mécatronique

Faculté de Génie Industriel
- Génie Industriel

Faculté de génie mécanique
- Génie Mécanique

Faculté de Technologie
- Technologie électrique
- Technologie Mécanique
- Technologie Industrielle
- Technologie chimique
- Chimie industrielle
- Gestion Industrielle
- Technologie en mécatronique

### Diplômes
Ph.D. 
- Doctorat de sciences dans la pensée d'éducation pour l'éducation et de la région de la communication
- Doctorat en sciences de l'environnement
- Sciences biomédicales

Master
- Master en gestion économique et financière
- Master de biologie moléculaire et biotechnologie
- Master en Communication pour l'éducation
- Master en écotechnologie
- Master en enseignement des mathématiques
- Génie électrique
- Master Instrumentation en Physique
- MA en littérature
- Master en Systèmes de Production automatiques
- MBA en développement humain et organisationnel
- Master en biologie végétale
- Master en recherche opérationnelle et de la statistique
- Master en linguistique
- Master en Éducation
- Master en gestion de la qualité intégrée
- Master en création esthétique
- Master en génie mécanique
- Master d'informatique et d'ingénierie des systèmes
- Master en Intelligence Artificielle

spécialisation
- Expertise en biologie moléculaire et biotechnologie
- Spécialisation dans l'enseignement supérieur
- Spécialisation en Gestion de la prévention des catastrophes et
- Spécialisation en santé Systèmes de gestion de
- Expertise en gestion de la qualité et des normes techniques
- Spécialisation en gestion de l'environnement local
- Complète handicapées intervention d'un spécialiste du moteur
- Spécialisation dans les locaux Pasto Management Extension de l'environnement
- Spécialisation en gestion de l'innovation
- Expertise dans la technologie Mécanique Automobile
- Spécialisation en psychiatrie
- Expertise en médecine de soins intensifs et de soins intensifs
- Spécialisation en logistique Business
- Spécialisation dans les réseaux de données
- Spécialisation en électronique numérique
- Spécialisé dans l'enseignement des langues autochtones
- Spécialisation en médecine interne